# Josep Oriol Jansana d'Anzizu
Josep Oriol Jansana d'Anzizu (Barcelona 1913- 1993) fou un pintor barceloní, que signava com "J.O. Jansana". Format amb Nolasc Valls i a l'escola de la Llotja, va rebre el mestratge amical de Marià Pidelaserra. Il·lustrà el llibre de poesia d'avantguarda Poèma d'Eugeni Peidro-Miró (Barcelona 1934). Va fer la seva primera individual a Barcelona el 1935. En la postguerra, en no poder anar cap a Europa per la II Guerra Mundial pintà al Marroc, amb una beca (1944).
Al seu taller de Barcelona s'hi reunien musics destacats, com ara Frederic Mompou, Ernest Xancó o Giocasta Corma, que hi feien concerts informals per als seus amics. Els anys de postguerra fou un dels integrants destacats del grup d'artistes de Tossa, continuador del que hi havia hagut abans de la guerra civil. Vers 1945 formà part del grup de "La Campana de Sant Gervasi".
Afectat d'esquizofrènia entre 1947 i 1963, va poder remprendre després la seva activitat i reprengué les seves exposicions a Barcelona (especialment a les Galeries Syra i Subex) o a Bilbao. En una llarga estada a Itàlia guanyà la medalla d'or del IV concurs Cadorago-Lario, de Como (1971). Els museus de Milà i de Montecatini-Terme varen adquirir obra seva.
Fou un hereu de la generació del 1917, en una línia derivada del fauvisme i a estones força expressionista, i es dedicà especialment al paisatge rural i urbà de Catalunya, el Marroc, Itàlia, etc. Tanmateix fou també un retratista de molt caràcter.